# 6941 Dalgarno
6941 Dalgarno è un asteroide della fascia principale. Scoperto nel 1976, presenta un'orbita caratterizzata da un semiasse maggiore pari a 2,7834826 UA e da un'eccentricità di 0,1915318, inclinata di 15,43115° rispetto all'eclittica.